# GPRC5C
GPRC5C (англ. G protein-coupled receptor class C group 5 member C) – білок, який кодується однойменним геном, розташованим у людей на короткому плечі 17-ї хромосоми. Довжина поліпептидного ланцюга білка становить 441 амінокислот, а молекулярна маса — 48 193.
| 10         |  | 20         |  | 30         |  | 40         |  | 50         |
| ---------- |  | ---------- |  | ---------- |  | ---------- |  | ---------- |
| MAIHKALVMC |  | LGLPLFLFPG |  | AWAQGHVPPG |  | CSQGLNPLYY |  | NLCDRSGAWG |
| IVLEAVAGAG |  | IVTTFVLTII |  | LVASLPFVQD |  | TKKRSLLGTQ |  | VFFLLGTLGL |
| FCLVFACVVK |  | PDFSTCASRR |  | FLFGVLFAIC |  | FSCLAAHVFA |  | LNFLARKNHG |
| PRGWVIFTVA |  | LLLTLVEVII |  | NTEWLIITLV |  | RGSGEGGPQG |  | NSSAGWAVAS |
| PCAIANMDFV |  | MALIYVMLLL |  | LGAFLGAWPA |  | LCGRYKRWRK |  | HGVFVLLTTA |
| TSVAIWVVWI |  | VMYTYGNKQH |  | NSPTWDDPTL |  | AIALAANAWA |  | FVLFYVIPEV |
| SQVTKSSPEQ |  | SYQGDMYPTR |  | GVGYETILKE |  | QKGQSMFVEN |  | KAFSMDEPVA |
| AKRPVSPYSG |  | YNGQLLTSVY |  | QPTEMALMHK |  | VPSEGAYDII |  | LPRATANSQV |
| MGSANSTLRA |  | EDMYSAQSHQ |  | AATPPKDGKN |  | SQVFRNPYVW |  | D          |

A: Аланін

C: Цистеїн

D: Аспарагінова кислота

E: Глутамінова кислота

F: Фенілаланін

G: Гліцин

H: Гістидин

I: Ізолейцин

K: Лізин

L: Лейцин

M: Метіонін

N: Аспарагін

P: Пролін

Q: Глутамін

R: Аргінін

S: Серин

T: Треонін

V: Валін

W: Триптофан

Кодований геном білок за функціями належить до рецепторів, g-білокспряжених рецепторів, білків внутрішньоклітинного сигналінгу, фосфопротеїнів. 
Задіяний у такому біологічному процесі, як альтернативний сплайсинг. 
Локалізований у клітинній мембрані, мембрані, цитоплазматичних везикулах.